# سولومون ليندا
سولومون ليندا (بالإنجليزية: Solomon Linda) هو مغني وملحن ومغن مؤلف جنوب أفريقي، ولد في 8 ديسمبر 1909 في جنوب أفريقيا، وتوفي في 8 أكتوبر 1962 في سويتو في جنوب أفريقيا بسبب قصور كلوي.

## وصلات خارجية
- سولومون ليندا على موقع IMDb (الإنجليزية)
- سولومون ليندا على موقع ميوزك برينز (الإنجليزية)
- سولومون ليندا على موقع إن إن دي بي (الإنجليزية)
- سولومون ليندا على موقع ديسكوغز (الإنجليزية)